# Fontaíña (La Coruña)

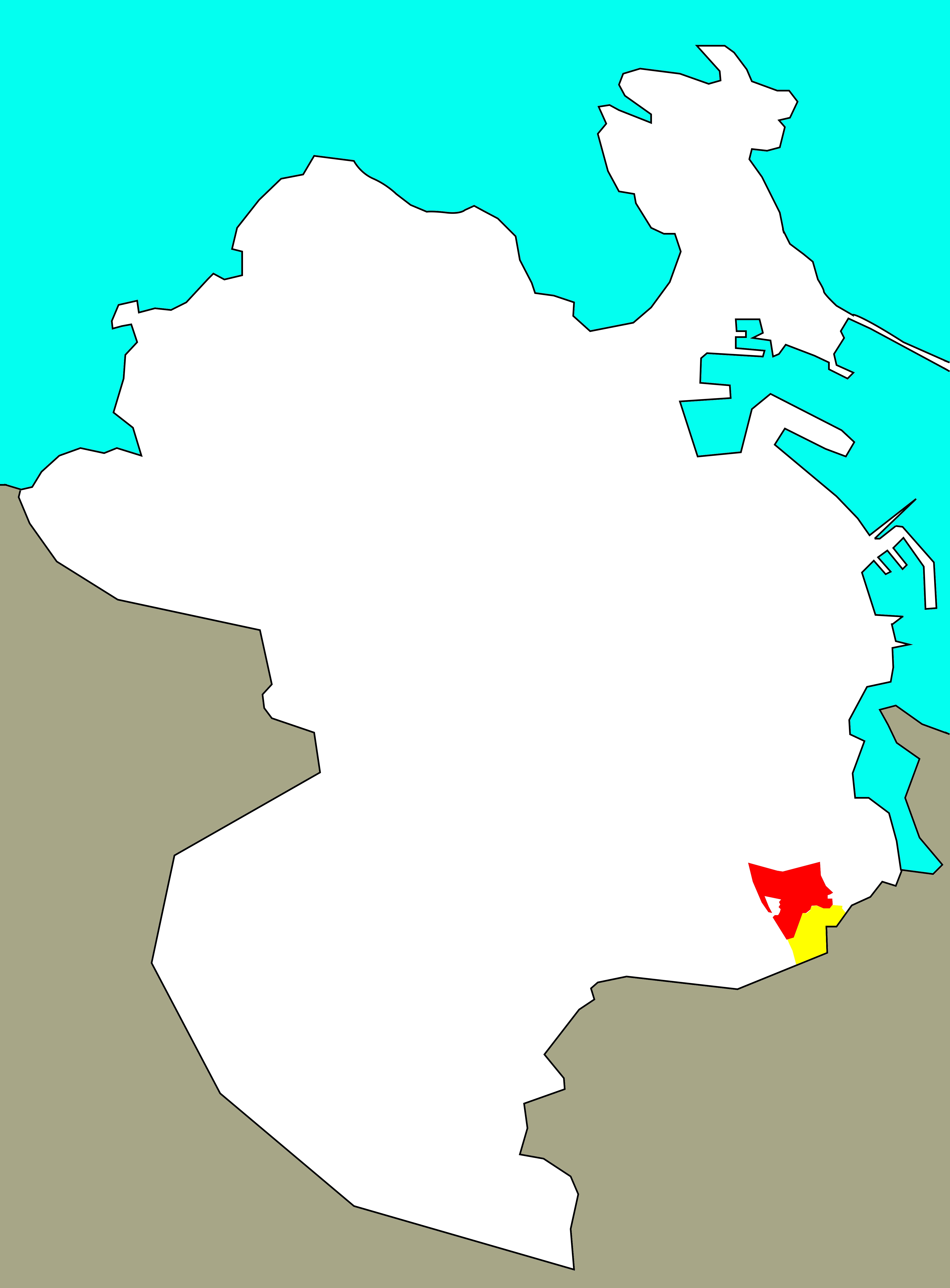
Situación de Palavea en el ayuntamiento de la Coruña. En amarillo, Fontaíña.

Fontaíña es un lugar de la parroquia de Elviña, en el ayuntamiento coruñés de La Coruña, en la Comarca de La Coruña.
La construcción de nuevas villas hizo desaparecer el núcleo tradicional.